# چکاوک نوک‌دراز آگولیا
چکاوک نوک‌دراز آگولیا (نام علمی: Certhilauda brevirostris) نام یک گونه از سرده چکاوک‌های نوک‌دراز است.